# Barth (Patrizierfamilie)

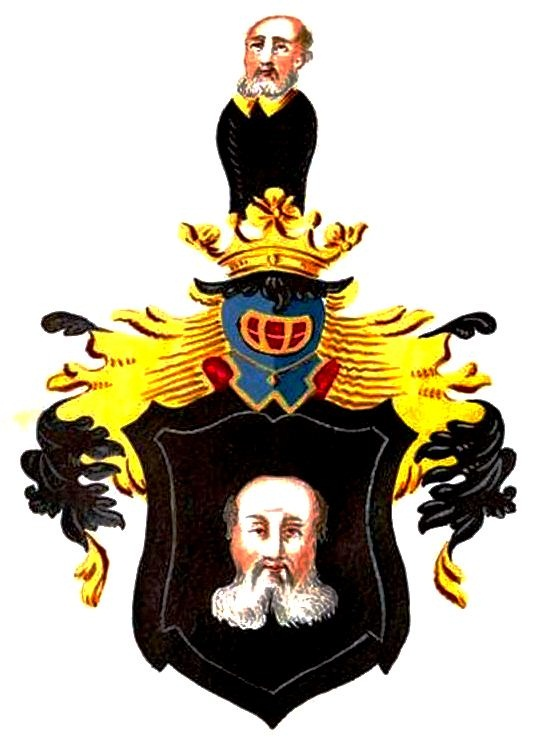
Wappen der Barth

Die Familie Barth (auch Bart, Barth zu Harmating, Barth von Harmating, Part oder Parth) war eine wohlhabende Münchner Patrizierfamilie, die im Jahr 1596 als Barth zu Harmating in den Adelsstand erhoben wurde.

## Geschichte
Die wahrscheinlich aus Augsburg stammende Familie erschien dort erstmals im Jahr 1239. Die erste urkundliche Erwähnung in München stammt von ca. 1272, als ein Ludwig Barth mit zwei weiteren Vertretern der Bürgerschaft nach Rom reiste, um die Teilung der Pfarrei St. Peter und die gleichzeitige Erhebung der Marienkapelle zur Pfarrei Zu Unserer Lieben Frau bestätigen zu lassen.

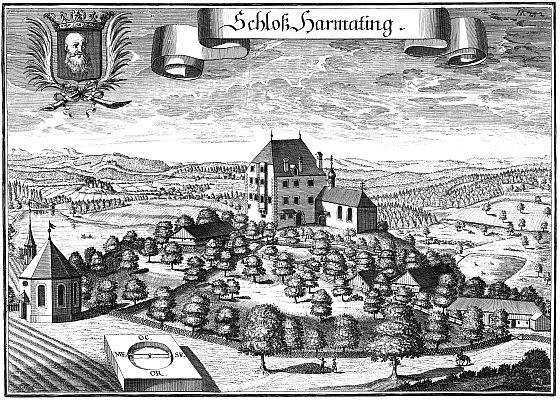
Michael Wening: Stich von Schloss Harmating um 1700 mit dem Wappen der Barth

Die Barth gehörten zu den wohlhabenden Münchner Patriziern wie Dichtl, Katzmair, Ligsalz oder Pütrich, die im 15. und 16. Jahrhundert an den Seen im Voralpenland ihre Schlösser anlegten. 1533 beschloss Caspar Barth, Stiftsdechant „bey Unserer Lieben Frauen in München“, die 1360 von der Familie erworbene Burg Harmating zum Familienfideikommiss zu ernennen. In Kempfenhausen, wo die Barth seit 1273 Besitz hatten, wurde Schloss Kempfenhausen für Arsatius Barth 1515 bis 1520 errichtet. Den Mitgliedern des Geschlechts verlieh Kaiser Rudolph II. im Jahr 1596 die Edelmannsfreiheit zusammen mit der Niederen Gerichtsbarkeit. 1681 wurden die Barth in den Freiherrenstand erhoben. Aus der Familie Barth stammte unter anderem der Münchener Bürgermeister und Landschaftskanzler Ferdinand Barth, der das Schloss Harmating von 1689 bis 1705 besaß sowie Carl Anton von Barth, der ebenfalls Münchner Bürgermeister und Landschaftskanzler wurde. Der als Alpinist und Forschungsreisender bekannt gewordene Hermann von Barth (1845–1876), der herausragende Beiträge zur Erforschung von Allgäuer Alpen, Wettersteingebirge und Karwendel lieferte, verbrachte seine Kindheit auf Schloss Harmating.
Die Barth zu Harmating starben mit dem bayerischen Generalmajor a. D. Hugo von Barth zu Harmating 1935 im Mannesstamm aus. Die Barth zu Kempfenhausen waren bereits 1623 erloschen.

## Wappen

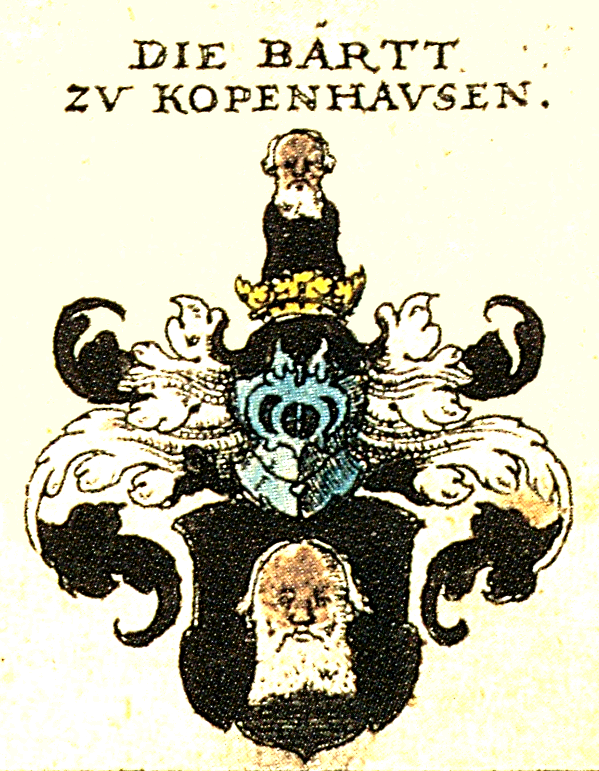
Wappen der Barth zu Kopenhausen im Siebmacher 1605

Das redende Wappen zeigt auf schwarzem Grund einen glatzköpfigen bärtigen Mannskopf. Auf dem Helm mit schwarz-goldenen (oder schwarz-silbernen) Decken ein schwarz-gekleideter Mannsrumpf mit (goldenem Kragen und) Kopf wie im Schild.

## Bekannte Familienmitglieder
- Carl Anton von Barth (1758–1797), Münchner Bürgermeister und Landschaftskanzler
- Ernst von Barth zu Harmating (1849–1934), bayerischer General der Infanterie
- Ferdinand Barth, Münchener Bürgermeister und Landschaftskanzler
- Hermann von Barth (1845–1876), Bergsteiger
- Hugo von Barth zu Harmating (1849–1935), bayerischer Generalmajor

## Ehrungen
Die Stadt München benannte die Barthstrasse im Münchner Westend nach der Familie.